# 中置前驅

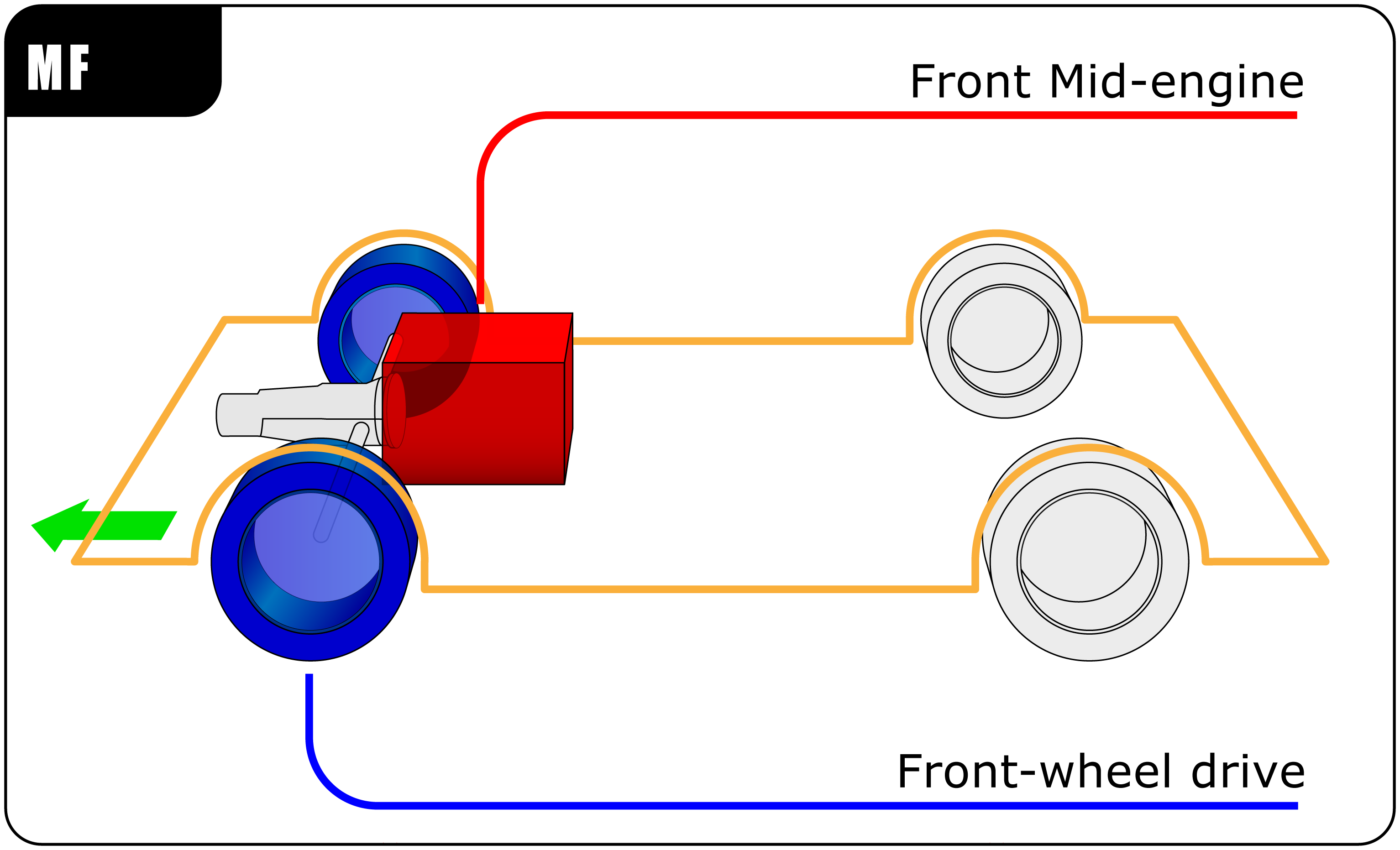
中置前驅

中置發動機，前輪驅動佈局（英語：Mid-engine, Front-wheel drive layout，縮寫為MF），簡稱中置前驅，意指引擎放置在前軸之後、駕駛座之前，由前輪驅動整輛汽車的方式。
與前置前驅比起來，這種方式為了獲得更好的車重分配，於是把引擎向後移。但如此一來，卻因佔用空間而必須加長車身，這也是現代汽車製造商不愛採用這種方式的原因。不過，這種方式因達到較理想的車重分配，可提高操控性。
前中置的車是世紀之交才量產，九十年代德國一家叫威玆曼汽車的小廠開業專做這種車。對於熟悉汽車歷史的人看來是懷舊的「像早期跑車的長車頭造型」，但對於不熟車史的人看來很奇怪的。結果因為其叫好不叫座於金融海嘯後威玆曼年前倒閉。

## 參看
- 前輪驅動
- 後輪驅動
- 四輪驅動